# Munizipalität Kaspi
Die Munizipalität Kaspi (georgisch კასპის მუნიციპალიტეტი, Kaspis munizipaliteti) ist eine Verwaltungseinheit (etwa entsprechend einem Landkreis) in der Region Innerkartlien im zentralen Teil Georgiens.

## Geografie
Das Verwaltungszentrum der Munizipalität ist die gleichnamige Stadt Kaspi. Das Gebiet der Munizipalität mit einer Fläche von 803,2 km² erstreckt sich größtenteils über die Innerkartlische Ebene. Wichtige Flüsse in der Munizipalität sind die Kura und ihre Nebenflüsse Ksani, Lechura, Kawtura und Tedsami.

## Bevölkerung und Verwaltungsgliederung
Die Einwohnerzahl beträgt 41.800 (Stand: 2021). 2014 hatte die Munizipalität 43.771 Einwohner (2014), womit sie gegenüber den 52.217 Einwohnern 2002 um etwa ein Sechstel gesunken war, ungefähr entsprechend dem georgischen Durchschnitt.
Bevölkerungsentwicklung
Anmerkung: Volkszählungsdaten

Die größten Ortschaften neben der Stadt Kaspi (13.423 Einwohner) sind mit jeweils über 1.500 Einwohnern die Dörfer Aghaiani, Doessi, Metechi und Semo Chandaki (2014).
Die Munizipalität gliedert sich in den eigenständigen Hauptort Kaspi sowie 16 Gemeinden (georgisch temi, თემი beziehungsweise bei nur einer Ortschaft einfach „Dorf“, georgisch sopeli, სოფელი) mit insgesamt 74 Ortschaften, davon drei ohne ständige Einwohner:
| Gemeinde      | Anzahl Ortschaften | Einwohner (2014) |
| ------------- | ------------------ | ---------------- |
| Achalkalaki   | 11 1               | 2373             |
| Achalziche    | 4                  | 766              |
| Aghaiani      | 3                  | 3425             |
| Chowle        | 1                  | 1449             |
| Doessi        | 2                  | 2548             |
| Kawtischewi   | 9 1                | 2539             |
| Kodiszqaro    | 8                  | 1101             |
| Kwemo Gomi    | 3                  | 1178             |
| Kwemo Tschala | 7                  | 1630             |
| Lamisqana     | 3                  | 1394             |
| Metechi       | 3                  | 2973             |
| Okami         | 6                  | 4196             |
| Samtawisi     | 3                  | 792              |
| Semo Chandaki | 4 1                | 1675             |
| Teliani       | 2                  | 1475             |
| Zinarechi     | 5                  | 834              |

## Sehenswürdigkeiten
In der Munizipalität befinden sich bekannte Bau- und Kulturdenkmäler wie die Kloster Kwatachewi und Rkoni, die Samtawissi-Kathedrale und die Festung Schwilo.